# Топчієв Олексій Васильович
Олексій Васильович Топчієв (31 березня 1912, станиця Морозовська, тепер місто Морозовськ Ростовської області, Російська Федерація — 4 грудня 1969, місто Москва, тепер Російська Федерація) — радянський діяч, голова Державного комітету важкого, енергетичного і транспортного машинобудування при Держплані СРСР — міністр СРСР. Доктор технічних наук (1962), професор (1956).

## Життєпис
Народився в родині робітника.
У 1926—1928 роках — підручний слюсаря і слюсар Черкізовського хімічного заводу в Москві. У 1928—1930 роках — слюсар контори «Стройдомбюро» ОДПУ в Москві. У 1931 році працював слюсарем заводу імені Дзержинського в Москві.
У 1931—1935 роках — студент Московського державного гірничого інституту.
У 1935—1940 роках — старший інженер Всесоюзного науково-дослідного інституту підйомно-транспортних машин.
У 1940—1943 роках — головний інженер Олександрівського заводу Молотовської області.
У 1943—1946 роках — головний конструктор (начальник конструкторського відділу), в 1946—1947 роках — головний інженер, у 1947—1958 роках — директор Державного проєктно-конструкторського та експериментального інституту вугільного машинобудування («Діпровуглемаш»).
Член ВКП(б) з 1949 року.
У 1958—1959 роках — голова Ради техніко-економічної експертизи, член Держплану СРСР.
У 1959 — квітні 1963 року — заступник голови Державного комітету Ради міністрів СРСР з автоматизації та машинобудування.
11 квітня 1963 — 29 березня 1965 року — голова Державного комітету важкого, енергетичного і транспортного машинобудування при Держплані СРСР — міністр СРСР. Звільнений з посади «за станом здоров'я у зв'язку з його проханням».
З березня 1965 року — персональний пенсіонер союзного значення в Москві.
У 1965—1969 роках — завідувач кафедри гірничих машин Московського державного гірничого інституту.
Автор праць із комплексної механізації та автоматизації добування вугілля.
Помер 4 грудня 1969 року в Москві. Похований на Новодівичому цвинтарі Москви.

## Нагороди
- орден Леніна
- орден Трудового Червоного Прапора
- медаль «За доблесну працю у Великій Вітчизняній війні 1941—1945 рр.» (1945)
- медаль «За відбудову вугільних шахт Донбасу»
- Сталінська премія ІІІ ст. (1946) — за докорінні вдосконалення відкритих розробок вугільних пластів, що забезпечили значне підвищення продуктивності праці та зростання видобутку вугілля
- Сталінська премія ІІІ ст. (1949) — за створення врубово-вантажних машин ВМП-1 та їх впровадження на шахтах Донбасу
- Сталінська премія ІІІ ст. (1952) — за винахід та впровадження вугільного комбайна для розробки малопотужних крутопадаючих вугільних пластів
- знак «Шахтарська слава» IІ ст.